# Torridge District
Torridge  är ett distrikt (motsvarande kommun) i grevskapet Devon i England, Storbritannien. Distriktet har 68 635 invånare (2022).  
Enda större ort är Bideford.  Distriktet är indelat i 63 civil parishes förutom ön Lundy som inte ingår i någon civil parish.